# 道の駅針T・R・S
道の駅針T・R・S（みちのえき はりテラス）は、奈良県奈良市針町にある国道25号（名阪国道）の道の駅である。公式のウェブサイトやマスメディアでの報道では道の駅針テラスと表記される場合がある。
バス停留所（針インターバスストップ）を併設している。

## 施設
- 駐車場 - 500台以上が駐車できるスペースが確保されている[2]。
  - 普通車：460台
  - 大型車：50台
  - 身障者用駐車場：6台
  - ITSスポット：8台
- トイレ
  - 男：大・小27
  - 女：24
  - 身障者用：2
- NORTH Lily（ノースリリィ）
  - ノースリリィショップ
  - とれしゃさ市場
  - ノースリリィ フードコート
- SOUTH Lily（サウスリリィ）
  - すずらんの里 都祁路
  - ファミリーマート（24時間営業）
  - クシタニ 針テラス店（カフェ併設）
  - 奈良針テラス食堂
- 針テラス情報館
  - つげの畑 高原屋
- 針T・R・Sベリーファーム（観光農園）
- 針インターバスストップ（奈良交通路線バス・高速バス）
- 電気自動車急速充電器（24時間営業）[4]
- 天然温泉「はり温泉らんど」

## 歴史

### 開設
2001年（平成13年）に旧都祁村が整備した。道の駅針T・R・Sの運営はかつて株式会社三興（本社：大阪府豊中市）が手掛けており、道の駅の建屋も所有していた。奈良市は2017年（平成29年）11月以降に土地使用料や税金などを滞納していたことを理由として、2018年（平成30年）12月21日付で三興との事業契約を解除し、同時に大阪地方裁判所に破産を申し立てた。北館をめぐっては破産会社による土地使用料の未払いや、奈良市に無断での建物への抵当権設定や所有権移転などの問題があり、奈良市は所有権移転を請求した（当該訴訟について奈良市は2022年9月に大阪地方裁判所の和解勧告案を受け入れ、北館が大阪市内の建築工事会社に所有権があることを認める一方、建築工事会社は2022年（令和4年）10月17日に北館を市に無償譲渡する手続を開始すること、奈良市は北館のテナント料を還付請求し、解決金として同社に4800万円を支払うことを内容としている））。
2018年（平成30年）12月に奈良市は「三興」等との事業契約等を解除したが、道の駅の店舗などの営業は継続されることとなった。その後、運営はダイナックに移管されている。

### 再整備
2024年（令和6年）に奈良市は再整備に向けた事業協力者選定のプロポーザルを実施し、同年10月11日にイオンモールに決定した。針テラスは2027年度以降にリニューアル工事を実施し、2030年度の全面供用開始を目指している。

## 休館日
- 年中無休（以下の施設などを除く）
- 針テラス情報館：12月31日 - 1月4日
- クシタニ 針テラス店：水曜日（カフェは木曜日も休業）

## アクセス
- E25 名阪国道（国道25号） - 登録路線
- 国道369号

## 針インターバスストップ
針インターバスストップ（はりインターバスストップ）は、道の駅針T・R・Sにあるバス停。
奈良交通のホームページでは、「大和高原都祁」（やまとこうげんつげ）の名前で案内されている。
名阪国道上にあるのは国道針BSであり、やまと号などの高速バスは針インターBSの方に停まる。

### バス路線一覧
名阪国道経由路線
- 18・21系統：天理駅 行 （奈良交通）
- 38系統：山辺高校経由 国道山添 行 （奈良交通）
- 39系統：国道山添 行 （奈良交通）

※三重交通の路線（60系統）は2023年4月1日のダイヤ改正で運行区間短縮が行われ、当バスストップへの乗り入れが廃止された。
夜行高速バス やまと号
- バスタ新宿 ・京王プラザホテル行（奈良交通・関東バス）
- YCAT・京成上野駅・東京スカイツリー・TDR・西船橋駅・津田沼駅行（奈良交通・京成バス）

昼行高速バス
- 奈良 - 名古屋線：名鉄バスセンター 行 （名鉄バス・奈良交通）

その他（奈良交通）
- 21系統：山辺高校 行
- 23系統：榛原駅 行 （外の橋経由）
- 29系統：天理駅 行 （馬場・苣原経由）

奈良市コミュニティバス（奈良都祁線代替バス）
- 下水間 行
- 奈良市都祁交流センター 行
  - 奈良交通の120系統・121系統廃止代替として、1日3往復が運行されている。全便が下水間でJR奈良駅行に接続している。

### 隣のBS
- E25 名阪国道
小倉BS - 針インターBS - 国道針BS

- 国道369号
針インターBS - 針東口バス停

## 隣
E25 名阪国道
(22)神野口IC/BS - (23)小倉IC - (24)針IC/道の駅針T・R・S/針インターBS - (25)一本松IC/国道一本松BS - (26)福住IC

## 周辺
- 奈良・針トラックステーション
- 貝ヶ平岳
- 大和高原 ボスコヴィラ
- 奈良県警察 高速道路交通警察隊 針分駐隊